# Entrevista de feina
Una entrevista de feina és una entrevista que es fa en el marc d'una sol·licitud de feina. Hi participen el candidat i un o diversos representants de l'empresa que ofereix el lloc de treball. A les empreses grans sol assistir-hi algú del departament de recursos humans.
El mètode d'entrevista STAR (situació, tasca, acció, resultat) es fa servir sovint en entrevistes de feina i cada vegada més en entrevistes d'avaluació del rendiment. L'objectiu del mètode és donar a l'entrevistador la imatge més fiable possible del candidat.

## Importància
Les entrevistes de feina tenen una gran importància per les dues parts implicades. El candidat sovint parla amb el seu potencial cap o els seus potencials companys de feina. Per l'empresa, és una oportunitat de veure la persona que es troba darrere d'un currículum.
Molts estudis han revelat que la decisió de contractar un candidat o no es fa al principi d'una entrevista. El contacte visual, el llenguatge corporal i les primeres paraules que s'intercanvien probablement són determinants.
Alguns candidats intenten millorar les seves perspectives d'èxit mitjançant una anàlisi de les seves pròpies debilitats i fortaleses.

## Contingut
Es poden discutir tota mena d'assumptes durant una entrevista de feina. L'entrevistador sovint trenca el gel amb algun tema informal o una presentació de l'empresa. Seguidament, la conversa se centra en el candidat. La major part de l'entrevista se sol enfocar en la formació i l'experiència del candidat. Després, es parla sobre el càrrec en qüestió i s'analitza si el candidat és apte per ocupar-lo. Finalment, al candidat se li dona l'oportunitat de fer preguntes al representant de l'empresa. Les següents preguntes solen aparèixer:
- Per què va triar aquesta carrera?
- Quines assignatures se li donaven millor a l'escola secundària? Per què va triar aquests estudis i no aquests altres?
- A quines altres empreses ha enviat candidatures?
- Per què vol treballar amb nosaltres?
- Què considera que és el més important de la seva carrera?
- Per què va deixar la seva feina anterior?
- Digui'm un parell de qualitats seves. En altres paraules, per què hauríem de contractar-lo?
- Podria dir-me un defecte seu?
- Com reaccionaria si li digués que, fins ara, aquesta entrevista no ha servit de gaire?
- És capaç d'acceptar les crítiques?
- Té alguna pregunta per nosaltres?